# رودی کاماچو
رودی کاماچو (انگلیسی: Rudy Camacho؛ زادهٔ ۵ مارس ۱۹۹۱) بازیکن فوتبال اهل فرانسه است.
از باشگاه‌هایی که در آن بازی کرده‌است می‌توان به باشگاه فوتبال نانسی، باشگاه فوتبال مونترال، و باشگاه فوتبال سدان اشاره کرد.